# Dosquers
Dosquers es una entidad de población española del municipio de Mayá de Moncal, perteneciente a la provincia de Gerona, en la comunidad autónoma de Cataluña.

## Geografía
El lugar se encuentra al norte del curso del río Fluviá.

## Historia
Hacia mediados del siglo XIX, el lugar, por entonces con ayuntamiento propio, tenía contabilizada una población de 148 habitantes y estaba formado por 18 casas diseminadas. Aparece descrito en el séptimo volumen del Diccionario geográfico-estadístico-histórico de España y sus posesiones de Ultramar de Pascual Madoz de la siguiente manera:

DOSQUERS (vulgo TUSQUES): l. con ayunt. en la prov. y dióc. de Gerona (4 leg.), part. jud. de Figueras (3), aud. terr., c. g. de Barcelona (17): sit. en un cerro circuido de honduras y barrancos; le combaten por lo general los vientos del O., y su clima es templado; las enfermedades comunes son fiebres inflamatorias y biliosas. Tiene 18 casas diseminadas; las ruinas de un ant. cast.; algunas fuentes de buenas aguas para el surtido del vecindario, y una igl. parr. (San Jaime), servida por un cura. El térm. confina N. Meyá; E. Crespia; S. el r. Fluvia, y O. Besalú: le cruza por la parte S. la carretera de Figueras á Olot, en la cual se encuentra un meson que llaman Hostal de Dosquers, donde paran los viajeros. El terreno en general es de inferior calidad y montuoso, cubierto de espesos bosques de robles y encinas; le fertiliza un arroyo que pasa hacia el O., cuyas aguas dan también impulso á 5 molinos de harina. Hay caminos locales de herradura en muy mal estado , y la mencionada carretera. El correo llega de Besalú tres veces á la semana, en cuyo punto lo recogen los interesados. prod.: trigo, maiz, mijo, frutas, poco aceite y vino con escasez y de clase inferior; cria ganado lanar, vacuno y de cerda; caza de conejos, perdices y liebres, y pesca en el Fluvia. ind.: la agrícola y los citados molinos. comercio: esportacion de frutos sobrantes á los mercados de Figueras, Besalú y Bañolas. pobl.: 31 vec., 148 alm. cap. prod.: 1.416,000 rs. imp.: 35,400.
(Madoz, 1847, p. 413)

El municipio de Dosquers desapareció en 1969, al fusionarse con el de Maya de Montcal. En 2023 tenía empadronados 21 habitantes.

## Demografía
| Gráfica de evolución demográfica de Dosquers entre 1842 y 1960 |
| |
| Población de derecho según los censos de población del INE Población de hecho según los censos de población del INEEn este censo se denominaba Dosqués: 1857 Entre el censo de 1970 y el anterior, este municipio desaparece porque se integra en el municipio Maia del Montcal |